# Piena luce sull'assassino
Piena luce sull'assassino (Pleins feux sur l'assassin) è un film del 1961 diretto da Georges Franju.